# Mesostenus crassifemur
Mesostenus crassifemur là một loài tò vò trong họ Ichneumonidae.